# Léon Gruenbaum

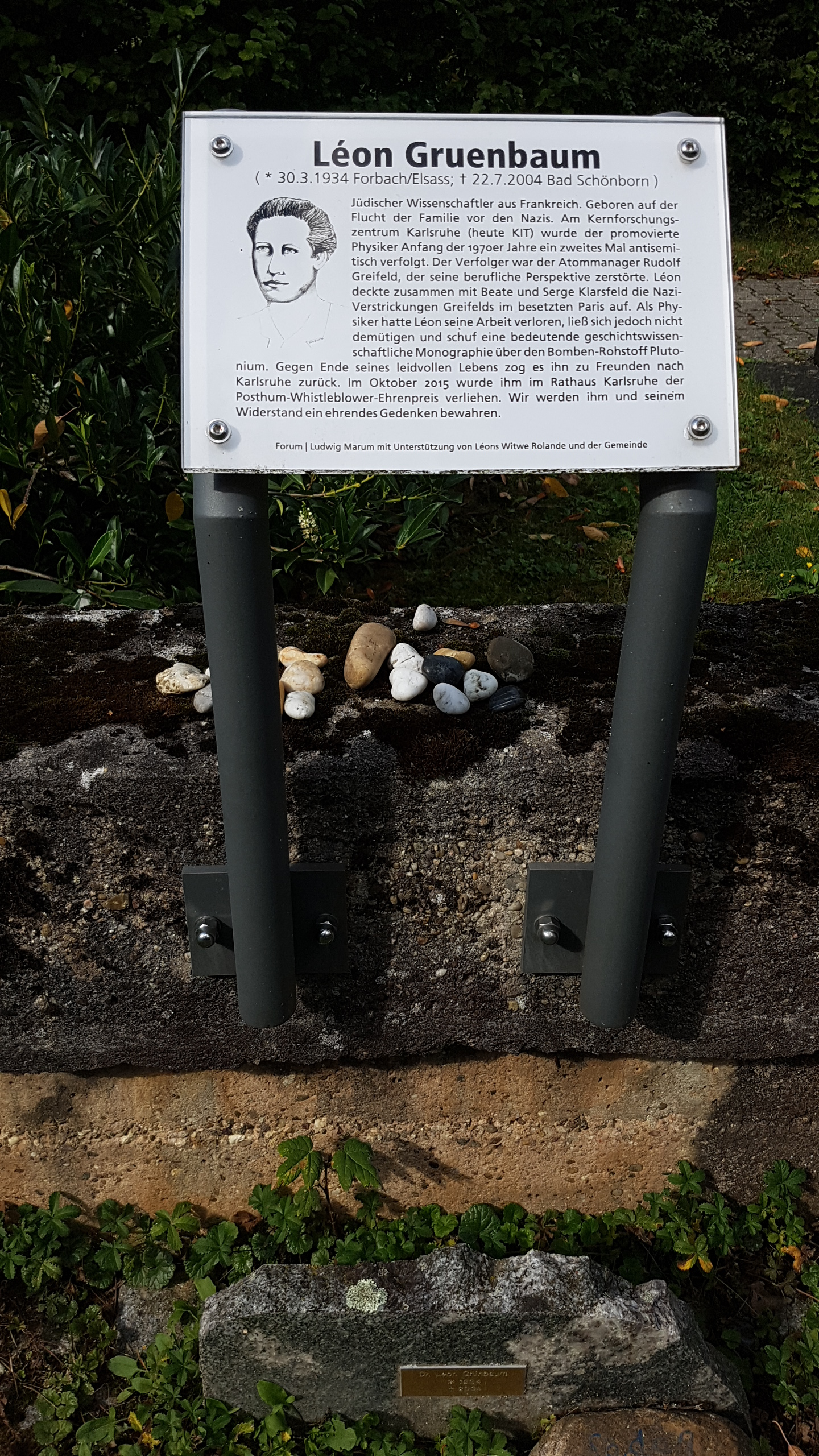
Léon Gruenbaum, Grabstelle in Bad Mingolsheim

Léon Gruenbaum (* 30. März 1934 im Arrondissement Forbach, heute Arrondissement Forbach-Boulay-Moselle, Lothringen; † 22. Juli 2004 in Bad Mingolsheim) war ein französischer Physiker und Whistleblower.

## Leben
Gruenbaum wurde nach der Flucht seiner jüdischen Eltern aus Nazideutschland in Lothringen geboren. Von der Résistance wurde er vor der Deportation in die Vernichtungslager bewahrt. Nach dem Krieg studierte er Physik in Paris, ging nach einem Forschungsaufenthalt in Israel nach Deutschland und promovierte 1964 bei Werner Heisenberg in München. Er erhielt 1970 eine befristete Stelle am Forschungszentrum Karlsruhe (heute KIT), wo damals der frühere Kriegsverwaltungsrat im besetzten Frankreich Rudolf Greifeld als ein Geschäftsführer wirkte. Greifeld war überzeugter Nationalsozialist gewesen und war durch antisemitische Äußerungen in Erscheinung getreten. Mit Unterstützung durch Beate und Serge Klarsfeld deckte Gruenbaum die nationalsozialistische Vergangenheit von Greifeld auf. Greifeld musste daraufhin seine Funktion in einem französisch-deutschen Forschungsrat aufgeben. Der auf drei Jahre befristete Vertrag von Gruenbaum am Forschungszentrum Karlsruhe wurde 1973 nicht verlängert. Gruenbaum starb 2004 vereinsamt und nach langer Krankheit in der Pflegeklinik Bad Mingolsheim.
Gruenbaum erhielt 2015 posthum den Whistleblowerpreis. Im gleichen Jahr distanzierte sich das KIT von der früher erfolgten Ernennung Greifelds zum KIT-Ehrensenator auf Lebenszeit.